# Erginulus centralis
Erginulus centralis is een hooiwagen uit de familie Cosmetidae.